# Коскосалма
Коскосалма — деревня в составе Куганаволокского сельского поселения Пудожского района Республики Карелия.

## Общие сведения
Расположена в северо-восточной части острова Канзанаволок на территории Водлозерского национального парка в Карелии.
От/до ближайших населённых пунктов (д. Куганаволок, п. Шальский) можно добраться на моторном катере или парусно-моторной лодке. Связь — рация с деревней Куганаволок. 

В 20 метрах от берега озера есть гостевой дом — бревенчатый дом старой северной постройки с русской печью и сохранённым интерьером начала XX века. Есть баня и лодка на веслах. 

Берег песчаный. Пролив между материком и островом мелкий, что позволяет воде хорошо прогреваться.

## Население
Численность населения в 1905 году составляла 44 человека..
| 2002 | 2010 | 2013 |
| ---- | ---- | ---- |
| 0    | →0   | →0   |

## Часовня
Часовня святого великомученика Дмитрия Солунского построена на «Ангиловой горе» (встречаются также варианты написания Онгилова, Ангел гора). По преданию, на этом месте язычникам, предкам водлозеров, явился огненный ангел, после чего они, уверовав, приняли крещение.